# Michael Barnes (cầu thủ bóng đá)
Michael Thomas Barnes (sinh ngày 24 tháng 6 năm 1988) là một cầu thủ bóng đá chuyên nghiệp người Anh từng thi đấu ở vị trí tiền vệ cánh.